# Canavalia acuminata
Canavalia acuminata är en ärtväxtart som beskrevs av Joseph Nelson Rose. Canavalia acuminata ingår i släktet Canavalia och familjen ärtväxter. Inga underarter finns listade i Catalogue of Life.